# Volley-ball (salle) aux Jeux olympiques d'été de 2008
Navigation
Athènes 2004 Londres 2012
Les compétitions de volley-ball en salle aux Jeux olympiques d'été de 2008 se sont déroulées du 9 août 2008 au 22 août 2008 au Capital Indoor Stadium et au Beijing Institute of Technology Gymnasium de Pékin.
Il s'agit de la 12e apparition du sport aux Jeux olympiques. Douze équipes masculines et douze féminines se sont disputé la médaille d'or.

## Podiums
| Épreuves                 | Or         | Argent     | Bronze |
| Tournoi féminin détails  | Brésil     | États-Unis | Chine  |
| Tournoi masculin détails | États-Unis | Brésil     | Russie |

## Calendrier
| Femmes | féminin  |  |  |  |  |  |  |  |  |  |  |  |  |  |  |  | 1 |   |
| Hommes | masculin |  |  |  |  |  |  |  |  |  |  |  |  |  |  |  |   | 1 |

|  | Jour de compétition |  | Jour de finale |

## Critères de qualification

### Hommes
| Hommes                                                                                               | Date                          | Lieu           | Nombre de places | Qualifiés              |
| --- | ----------------------------- | -------------- | ---------------- | ---------------------- |
| Coupe du monde de volley-ball masculin 2007                                                          | 18 novembre - 2 décembre 2007 | Japon          | 3                | Brésil Russie Bulgarie |
| Tournoi de qualification olympique zone Europe                                                       | 7-13 janvier 2008             | Izmir          | 1                | Serbie                 |
| Tournoi de qualification olympique zone Afrique                                                      | 1-10 février 2008             | Afrique du Sud | 1                | Égypte                 |
| Tournoi de qualification olympique zone Amérique du Nord                                             | 5-13 janvier 2008             | Caguas         | 1                | États-Unis             |
| Tournoi de qualification olympique zone Amérique du Sud                                              | 3-7 janvier 2008              | Formosa        | 1                | Venezuela              |
| Tournoi mondial de qualification olympique n° 1                                                      | 23-25 mai 2008                | Allemagne      | 1                | Allemagne              |
| Tournoi mondial de qualification olympique n° 2                                                      | 30 mai - 1er juin 2008        | Portugal       | 1                | Pologne                |
| Tournoi mondial de qualification olympique n° 3 & tournoi de qualification olympique de la zone Asie | 31 mai - 8 juin 2008          | Japon          | 1                | Italie Japon           |
| Pays organisateur                                                                                    | -                             | -              | 1                | Chine                  |
| TOTAL                                                                                                |                               |                | 12               |                        |

Participants aux tournois de qualification olympique :
- Tournoi n° 1 à Dusseldorf:  Allemagne,  Espagne,  Cuba,  Taïwan
- Tournoi n° 2 à Espinho:  Portugal,  Pologne,  Indonésie,  Porto-Rico
- Tournoi n° 3 à Tōkyō* :  Japon,  Australie,  Corée du Sud,  Iran,  Thaïlande,  Italie,  Argentine,  Algérie

- * Le 3e tournoi est combiné avec le tournoi de qualification olympique de la zone Asie. Son vainqueur est qualifié, ainsi que la meilleure équipe asiatique (même si le vainqueur est une équipe asiatique).

### Femmes
| Femmes                                                                                    | Date                | Lieu           | Nombre de places | Qualifiés                       |
| ----------------------------------------------------------------------------------------- | ------------------- | -------------- | ---------------- | ------------------------------- |
| Coupe du monde de volley-ball féminin 2007                                                | 2-16 novembre 2007  | Japon          | 3                | Italie Brésil États-Unis        |
| Tournoi de qualification olympique zone Europe                                            | 14-20 janvier 2008  | Halle (Westf.) | 1                | Russie                          |
| Tournoi de qualification olympique zone Afrique                                           | 20-30 janvier 2008  | Blida          | 1                | Algérie                         |
| Tournoi de qualification olympique zone Amérique du Nord                                  | 14-22 décembre 2007 | Monterrey      | 1                | Cuba                            |
| Tournoi de qualification olympique zone Amérique du Sud                                   | 3-7 janvier 2008    | Lima           | 1                | Venezuela                       |
| Tournoi mondial de qualification olympique & Tournoi de qualification olympique zone Asie | 17-25 mai 2008      | Japon          | 3 1              | Pologne Serbie Japon Kazakhstan |
| Pays organisateur                                                                         | -                   | -              | 1                | Chine                           |
| TOTAL                                                                                     |                     |                | 12               |                                 |

Participants aux tournois de qualification olympique :
- Équipes :  Japon,  Corée du Sud,  Thaïlande,  Kazakhstan,  Pologne,  Serbie,  République Dominicaine,  Porto-Rico

Les trois premiers et la meilleure équipe asiatique sont qualifiées.

## Compétition féminine

### Équipes participantes
La composition des groupes pour la compétition a été annoncé  le 11 juin 2008.
| Groupe A                                                   | Groupe B                                                    |
| ---------------------------------------------------------- | ----------------------------------------------------------- |
| Site : Pékin Chine Cuba États-Unis Japon Pologne Venezuela | Site : Pékin Brésil Italie Russie Serbie Kazakhstan Algérie |

### Premier tour

#### Groupe A
| # | Équipe     | Pts | J | G | P | Sp | Sc | Ratio | Pp  | Pc  | Ratio |
| - | ---------- | --- | - | - | - | -- | -- | ----- | --- | --- | ----- |
| 1 | Cuba       | 10  | 5 | 5 | 0 | 15 | 3  | 5     | 426 | 371 | 1.148 |
| 2 | États-Unis | 9   | 5 | 4 | 1 | 12 | 9  | 1.333 | 459 | 441 | 1.041 |
| 3 | Chine      | 8   | 5 | 3 | 2 | 13 | 7  | 1.857 | 467 | 395 | 1.182 |
| 4 | Japon      | 7   | 5 | 2 | 3 | 7  | 11 | 0.636 | 381 | 389 | 0.979 |
| 5 | Pologne    | 6   | 5 | 1 | 4 | 9  | 12 | 0.75  | 441 | 463 | 0.952 |
| 6 | Venezuela  | 5   | 5 | 0 | 5 | 1  | 15 | 0.067 | 280 | 395 | 0.709 |

#### Groupe B
| # | Équipe     | Pts | J | G | P | Sp | Sc | Ratio | Pp  | Pc  | Ratio |
| - | ---------- | --- | - | - | - | -- | -- | ----- | --- | --- | ----- |
| 1 | Brésil     | 10  | 5 | 5 | 0 | 15 | 0  | MAX   | 377 | 226 | 1.668 |
| 2 | Italie     | 9   | 5 | 4 | 1 | 12 | 4  | 3     | 372 | 315 | 1.181 |
| 3 | Russie     | 8   | 5 | 3 | 2 | 10 | 6  | 1.667 | 353 | 312 | 1.131 |
| 4 | Serbie     | 7   | 5 | 2 | 3 | 6  | 10 | 0.6   | 343 | 349 | 0.983 |
| 5 | Kazakhstan | 6   | 5 | 1 | 4 | 4  | 13 | 0.308 | 323 | 404 | 0.8   |
| 6 | Algérie    | 5   | 5 | 0 | 5 | 1  | 15 | 0.067 | 230 | 392 | 0.587 |

### Phase finale

#### La Finale
|  | Quarts de finale                              | Quarts de finale                       |                                            |                                            | Demi-finales                           | Demi-finales                           |   |  | Finale                                     | Finale                                     |
|  | Quarts de finale                              | Quarts de finale                       |                                            |                                            | Demi-finales                           | Demi-finales                           |   |  | Finale                                     | Finale                                     |
|  |                                               |                                        |                                            |                                            |                                        |                                        |   |  |                                            |                                            |
|  | 19-08-2008 - Pékin (26-24 25-19 26-24)        | 19-08-2008 - Pékin (26-24 25-19 26-24) |                                            |                                            | 21-08-2008 - Pékin (20-25 16-25 17-25) | 21-08-2008 - Pékin (20-25 16-25 17-25) |   |  | 23-08-2008 - Pékin (15-25 -18 13-25 21-25) | 23-08-2008 - Pékin (15-25 -18 13-25 21-25) |
|  | 19-08-2008 - Pékin (26-24 25-19 26-24)        | 19-08-2008 - Pékin (26-24 25-19 26-24) |                                            |                                            | 21-08-2008 - Pékin (20-25 16-25 17-25) | 21-08-2008 - Pékin (20-25 16-25 17-25) |   |  | 23-08-2008 - Pékin (15-25 -18 13-25 21-25) | 23-08-2008 - Pékin (15-25 -18 13-25 21-25) |
|  | Cuba                                          | 3                                      |                                            |                                            | 21-08-2008 - Pékin (20-25 16-25 17-25) | 21-08-2008 - Pékin (20-25 16-25 17-25) |   |  | 23-08-2008 - Pékin (15-25 -18 13-25 21-25) | 23-08-2008 - Pékin (15-25 -18 13-25 21-25) |
|  | Cuba                                          | 3                                      |                                            |                                            | 21-08-2008 - Pékin (20-25 16-25 17-25) | 21-08-2008 - Pékin (20-25 16-25 17-25) |   |  | 23-08-2008 - Pékin (15-25 -18 13-25 21-25) | 23-08-2008 - Pékin (15-25 -18 13-25 21-25) |
|  | Serbie                                        | 0                                      |                                            |                                            | 21-08-2008 - Pékin (20-25 16-25 17-25) | 21-08-2008 - Pékin (20-25 16-25 17-25) |   |  | 23-08-2008 - Pékin (15-25 -18 13-25 21-25) | 23-08-2008 - Pékin (15-25 -18 13-25 21-25) |
|  | Serbie                                        | 0                                      | Cuba                                       | 0                                          |                                        |                                        |   |  | 23-08-2008 - Pékin (15-25 -18 13-25 21-25) | 23-08-2008 - Pékin (15-25 -18 13-25 21-25) |
|  | 19-08-2008 - Pékin (20-25 -21 19-25 -18 15-6) |                                        | Cuba                                       | 0                                          |                                        |                                        |   |  | 23-08-2008 - Pékin (15-25 -18 13-25 21-25) | 23-08-2008 - Pékin (15-25 -18 13-25 21-25) |
|  |                                               | États-Unis                             | 3                                          |                                            |                                        |                                        |   |  | 23-08-2008 - Pékin (15-25 -18 13-25 21-25) | 23-08-2008 - Pékin (15-25 -18 13-25 21-25) |
|  | États-Unis                                    | États-Unis                             | 3                                          | 3                                          |                                        |                                        |   |  | 23-08-2008 - Pékin (15-25 -18 13-25 21-25) | 23-08-2008 - Pékin (15-25 -18 13-25 21-25) |
|  | États-Unis                                    |                                        |                                            | 3                                          |                                        |                                        |   |  | 23-08-2008 - Pékin (15-25 -18 13-25 21-25) | 23-08-2008 - Pékin (15-25 -18 13-25 21-25) |
|  | Italie                                        | 2                                      |                                            |                                            |                                        |                                        |   |  | 23-08-2008 - Pékin (15-25 -18 13-25 21-25) | 23-08-2008 - Pékin (15-25 -18 13-25 21-25) |
|  | Italie                                        | 2                                      | États-Unis                                 | 1                                          |                                        |                                        |   |  |                                            |                                            |
|  | 19-08-2008 - Pékin (25-22 27-25 25-19)        |                                        | États-Unis                                 | 1                                          |                                        |                                        |   |  |                                            |                                            |
|  |                                               | Brésil                                 | 3                                          |                                            |                                        |                                        |   |  |                                            |                                            |
|  | Chine                                         | Brésil                                 | 3                                          | 3                                          |                                        |                                        |   |  |                                            |                                            |
|  | Chine                                         | 21-08-2008 - Pékin (25-27 22-25 14-25) |                                            | 3                                          |                                        |                                        |   |  |                                            |                                            |
|  | Russie                                        | 0                                      |                                            |                                            |                                        |                                        |   |  |                                            |                                            |
|  | Russie                                        | 0                                      | Chine                                      | 0                                          |                                        |                                        |   |  |                                            |                                            |
|  | 19-08-2008 - Pékin (12-25 20-25 16-25)        | 19-08-2008 - Pékin (12-25 20-25 16-25) | Chine                                      | 0                                          | Match pour la 3e place                 | Match pour la 3e place                 |   |  |                                            |                                            |
|  | 19-08-2008 - Pékin (12-25 20-25 16-25)        | 19-08-2008 - Pékin (12-25 20-25 16-25) |                                            | Brésil                                     | Match pour la 3e place                 | Match pour la 3e place                 | 3 |  |                                            |                                            |
|  | Japon                                         | 0                                      | 23-08-2008 - Pékin (16-25 -21 13-25 20-25) | 23-08-2008 - Pékin (16-25 -21 13-25 20-25) |                                        |                                        | 3 |  |                                            |                                            |
|  | Japon                                         | 0                                      | 23-08-2008 - Pékin (16-25 -21 13-25 20-25) | 23-08-2008 - Pékin (16-25 -21 13-25 20-25) |                                        |                                        |   |  |                                            |                                            |
|  | Brésil                                        | 3                                      |                                            | Cuba                                       | 1                                      |                                        |   |  |                                            |                                            |
|  | Brésil                                        | 3                                      |                                            | Cuba                                       | 1                                      |                                        |   |  |                                            |                                            |
|  |                                               |                                        |                                            |                                            |                                        |                                        |   |  | Chine                                      | 3                                          |
|  |                                               |                                        |                                            |                                            |                                        |                                        |   |  | Chine                                      | 3                                          |

### Classement final
| Rang                                | Nation     |
| ----------------------------------- | ---------- |
| Médaille d'or, Jeux olympiques      | Brésil     |
| Médaille d'argent, Jeux olympiques  | États-Unis |
| Médaille de bronze, Jeux olympiques | Chine      |
| 4                                   | Cuba       |
| 5                                   | Italie     |
| -                                   | Japon      |
| -                                   | Russie     |
| -                                   | Serbie     |
| 9                                   | Kazakhstan |
| -                                   | Pologne    |
| 11                                  | Algérie    |
| -                                   | Venezuela  |

### Récompenses individuelles
- Meilleure joueuse (MVP) : Paula Pequeno  Brésil
- Meilleure marqueuse : Logan Tom  États-Unis
- Meilleure attaquante : Rosir Calderon  Cuba
- Meilleure contreuse : Erika Araki  Japon
- Meilleure serveuse : Yanelis Santos  Cuba
- Meilleure libero : Fabi  Brésil
- Meilleure passeuse : Helia Souza  Brésil
- Meilleure défenseur : Na Zhang  Chine
- Meilleure réceptionneuse : Suhong Zhou  Chine

## Compétition masculine

### Équipes participantes
La composition des groupes pour la compétition a été annoncé  le 11 juin 2008.
| Groupe A                                                      | Groupe B                                                   |
| ------------------------------------------------------------- | ---------------------------------------------------------- |
| Site : Pékin Chine États-Unis Bulgarie Italie Japon Venezuela | Site : Pékin Brésil Russie Pologne Serbie Allemagne Égypte |

### Premier tour

#### Groupe A
| # | Équipe     | Pts | J | G | P | Sp | Sc | Ratio | Pp  | Pc  | Ratio |
| - | ---------- | --- | - | - | - | -- | -- | ----- | --- | --- | ----- |
| 1 | États-Unis | 10  | 5 | 5 | 0 | 15 | 4  | 3.75  | 453 | 363 | 1.248 |
| 2 | Italie     | 9   | 5 | 4 | 1 | 13 | 6  | 2.167 | 449 | 418 | 1.074 |
| 3 | Bulgarie   | 8   | 5 | 3 | 2 | 10 | 9  | 1.111 | 443 | 431 | 1.028 |
| 4 | Chine      | 7   | 5 | 2 | 3 | 9  | 13 | 0.692 | 453 | 499 | 0.908 |
| 5 | Venezuela  | 6   | 5 | 1 | 4 | 8  | 12 | 0.667 | 413 | 444 | 0.93  |
| 6 | Japon      | 5   | 5 | 0 | 5 | 4  | 15 | 0.267 | 382 | 448 | 0.853 |

#### Groupe B
| # | Équipe    | Pts | J | G | P | Sp | Sc | Ratio | Pp  | Pc  | Ratio |
| - | --------- | --- | - | - | - | -- | -- | ----- | --- | --- | ----- |
| 1 | Brésil    | 9   | 5 | 4 | 1 | 13 | 4  | 3.25  | 412 | 371 | 1.111 |
| 2 | Russie    | 9   | 5 | 4 | 1 | 14 | 7  | 2     | 461 | 406 | 1.135 |
| 3 | Pologne   | 9   | 5 | 4 | 1 | 12 | 6  | 2     | 434 | 414 | 1.048 |
| 4 | Serbie    | 7   | 5 | 2 | 3 | 9  | 10 | 0.9   | 438 | 424 | 1.033 |
| 5 | Allemagne | 6   | 5 | 1 | 4 | 6  | 12 | 0.5   | 418 | 440 | 0.95  |
| 6 | Égypte    | 5   | 5 | 0 | 5 | 0  | 15 | 0     | 277 | 379 | 0.731 |

### Phase finale

#### La Finale
|  | Quarts de finale                                   | Quarts de finale                                   |                                        |                                        | Demi-finales                                       | Demi-finales                                       |   |  | Finale                                     | Finale                                     |
|  | Quarts de finale                                   | Quarts de finale                                   |                                        |                                        | Demi-finales                                       | Demi-finales                                       |   |  | Finale                                     | Finale                                     |
|  |                                                    |                                                    |                                        |                                        |                                                    |                                                    |   |  |                                            |                                            |
|  | 20-08-2008 - Pékin (20-25 25-23 21-25 25-18 15-12) | 20-08-2008 - Pékin (20-25 25-23 21-25 25-18 15-12) |                                        |                                        | 22-08-2008 - Pékin (25-22 25-21 25-27 22-25 15-13) | 22-08-2008 - Pékin (25-22 25-21 25-27 22-25 15-13) |   |  | 24-08-2008 - Pékin (20-25 -22 25-21 25-23) | 24-08-2008 - Pékin (20-25 -22 25-21 25-23) |
|  | 20-08-2008 - Pékin (20-25 25-23 21-25 25-18 15-12) | 20-08-2008 - Pékin (20-25 25-23 21-25 25-18 15-12) |                                        |                                        | 22-08-2008 - Pékin (25-22 25-21 25-27 22-25 15-13) | 22-08-2008 - Pékin (25-22 25-21 25-27 22-25 15-13) |   |  | 24-08-2008 - Pékin (20-25 -22 25-21 25-23) | 24-08-2008 - Pékin (20-25 -22 25-21 25-23) |
|  | États-Unis                                         | 3                                                  |                                        |                                        | 22-08-2008 - Pékin (25-22 25-21 25-27 22-25 15-13) | 22-08-2008 - Pékin (25-22 25-21 25-27 22-25 15-13) |   |  | 24-08-2008 - Pékin (20-25 -22 25-21 25-23) | 24-08-2008 - Pékin (20-25 -22 25-21 25-23) |
|  | États-Unis                                         | 3                                                  |                                        |                                        | 22-08-2008 - Pékin (25-22 25-21 25-27 22-25 15-13) | 22-08-2008 - Pékin (25-22 25-21 25-27 22-25 15-13) |   |  | 24-08-2008 - Pékin (20-25 -22 25-21 25-23) | 24-08-2008 - Pékin (20-25 -22 25-21 25-23) |
|  | Serbie                                             | 2                                                  |                                        |                                        | 22-08-2008 - Pékin (25-22 25-21 25-27 22-25 15-13) | 22-08-2008 - Pékin (25-22 25-21 25-27 22-25 15-13) |   |  | 24-08-2008 - Pékin (20-25 -22 25-21 25-23) | 24-08-2008 - Pékin (20-25 -22 25-21 25-23) |
|  | Serbie                                             | 2                                                  | États-Unis                             | 3                                      |                                                    |                                                    |   |  | 24-08-2008 - Pékin (20-25 -22 25-21 25-23) | 24-08-2008 - Pékin (20-25 -22 25-21 25-23) |
|  | 20-08-2008 - Pékin (25-20 16-25 22-25 21-25)       |                                                    | États-Unis                             | 3                                      |                                                    |                                                    |   |  | 24-08-2008 - Pékin (20-25 -22 25-21 25-23) | 24-08-2008 - Pékin (20-25 -22 25-21 25-23) |
|  |                                                    | Russie                                             | 2                                      |                                        |                                                    |                                                    |   |  | 24-08-2008 - Pékin (20-25 -22 25-21 25-23) | 24-08-2008 - Pékin (20-25 -22 25-21 25-23) |
|  | Bulgarie                                           | Russie                                             | 2                                      | 1                                      |                                                    |                                                    |   |  | 24-08-2008 - Pékin (20-25 -22 25-21 25-23) | 24-08-2008 - Pékin (20-25 -22 25-21 25-23) |
|  | Bulgarie                                           |                                                    |                                        | 1                                      |                                                    |                                                    |   |  | 24-08-2008 - Pékin (20-25 -22 25-21 25-23) | 24-08-2008 - Pékin (20-25 -22 25-21 25-23) |
|  | Russie                                             | 3                                                  |                                        |                                        |                                                    |                                                    |   |  | 24-08-2008 - Pékin (20-25 -22 25-21 25-23) | 24-08-2008 - Pékin (20-25 -22 25-21 25-23) |
|  | Russie                                             | 3                                                  | États-Unis                             | 3                                      |                                                    |                                                    |   |  |                                            |                                            |
|  | 20-08-2008 - Pékin (25-19 25-22 18-25 26-28 17-15) |                                                    | États-Unis                             | 3                                      |                                                    |                                                    |   |  |                                            |                                            |
|  |                                                    | Brésil                                             | 1                                      |                                        |                                                    |                                                    |   |  |                                            |                                            |
|  | Italie                                             | Brésil                                             | 1                                      | 3                                      |                                                    |                                                    |   |  |                                            |                                            |
|  | Italie                                             | 22-08-2008 - Pékin (25-19 18-25 22-25 22-25)       |                                        | 3                                      |                                                    |                                                    |   |  |                                            |                                            |
|  | Pologne                                            | 2                                                  |                                        |                                        |                                                    |                                                    |   |  |                                            |                                            |
|  | Pologne                                            | 2                                                  | Italie                                 | 1                                      |                                                    |                                                    |   |  |                                            |                                            |
|  | 20-08-2008 - Pékin (17-25 15-25 16-25)             | 20-08-2008 - Pékin (17-25 15-25 16-25)             | Italie                                 | 1                                      | Match pour la 3e place                             | Match pour la 3e place                             |   |  |                                            |                                            |
|  | 20-08-2008 - Pékin (17-25 15-25 16-25)             | 20-08-2008 - Pékin (17-25 15-25 16-25)             |                                        | Brésil                                 | Match pour la 3e place                             | Match pour la 3e place                             | 3 |  |                                            |                                            |
|  | Chine                                              | 0                                                  | 24-08-2008 - Pékin (25-22 25-19 25-23) | 24-08-2008 - Pékin (25-22 25-19 25-23) |                                                    |                                                    | 3 |  |                                            |                                            |
|  | Chine                                              | 0                                                  | 24-08-2008 - Pékin (25-22 25-19 25-23) | 24-08-2008 - Pékin (25-22 25-19 25-23) |                                                    |                                                    |   |  |                                            |                                            |
|  | Brésil                                             | 3                                                  |                                        | Russie                                 | 3                                                  |                                                    |   |  |                                            |                                            |
|  | Brésil                                             | 3                                                  |                                        | Russie                                 | 3                                                  |                                                    |   |  |                                            |                                            |
|  |                                                    |                                                    |                                        |                                        |                                                    |                                                    |   |  | Italie                                     | 0                                          |
|  |                                                    |                                                    |                                        |                                        |                                                    |                                                    |   |  | Italie                                     | 0                                          |

### Récompenses individuelles
- Meilleur joueur (MVP): Clayton Stanley  États-Unis
- Meilleur marqueur : Clayton Stanley  États-Unis
- Meilleur attaquant : Sebastian Swiderski  Pologne
- Meilleur contreur : Gustavo Endres  Brésil
- Meilleur serveur : Clayton Stanley  États-Unis
- Meilleur défenseur : Alexei Verbov  Russie
- Meilleur passeur : Pawel Zagumny  Pologne
- Meilleur réceptionneur : Michał Winiarski  Pologne
- Meilleur libero : Mirko Corsano  Italie